# Pero Garcia Burgalês
Pero Garcia Burgalês (fl. XIII secolo) è stato un trovatore castigliano, originario di Burgos, attivo nel terzo quarto del XIII secolo.
Frequentò la corte di Alfonso X, re di Castiglia e León, ma probabilmente fu attivo anche alla corte di Alfonso III, in Portogallo, dove stabilisce relazioni con i trovatori Lourenço e Rui Queimado, considerato il suo rivale, contro cui scriverà una cantiga de escárnio: Roi Queimado morreu con amor.

## Opera
Vasta e variegata, l'opera di Pero Garcia Burgalês è costituita da cinquantatré componimenti poetici: trentacinque cantigas de amor, due cantigas de amigo, tredici cantigas de escarnio, una satira letteraria, un partimén, una tenzone insieme allo jogral Lourenço (l'autorialità di quest'ultima resta dubbia).
Il suo stile è caratterizzato da una tendenza all'eccesso e all'esagerazione, non esitando a inserire parole brutte e oscene, arrivando anche a crearne alcune insolite (neologismi, arcaismi, provenzalismi). Utilizzava con destrezza la retorica e l'ironia, dando più vivacità e innovazione al genere da lui preferito: la cantiga de amor.
Le sue satire sono dirette soprattutto contro trovatori, jograis, soldadeiras (Maria Peres Balteira e Maria Negra), oltre che contro magistrati, non lesinando di accusarli di essere avidi o pederasti.